# پاکسازی محلی
در اخترشناسی، پاکسازی محلی یکی از سه معیاری است که می‌تواند جسمی فضایی را در گروه سیارات جای‌ دهد. این معیار در سال ۲۰۰۶ توسط اتحادیهٔ بین‌المللی اخترشناسی تعریف‌ شد. منظور از پاکسازی محلی این است که یک سیاره نباید پیرامون مدار خود جسمی داشته‌ باشد که گرانش غالب آن منطقه از فضا باشد و اجسام پیرامون آن‌ها نباید آن‌قدر بزرگ باشند که این سیاره را تحت تأثیر گرانش خود قرار دهند. اگر جسمی فضایی ویژگی‌های سیارات را داشته‌باشد، اما این یک معیار را نداشته‌ باشد، در گروه سیارات کوتوله جای می‌گیرد.